# Taras Hryhorovych Shevchenko
Taras Hryhorovych Shevchenko (tiếng Ukraina: Тарáс Григóрович Шевчéнко; 9 tháng 3 năm 1814 – 10 tháng 3 năm 1861) là Đại thi hào dân tộc, họa sĩ, viện sĩ, chiến sĩ đấu tranh vì dân tộc Ukraina, người phát triển và hoàn thiện nền văn học mới và ngôn ngữ mới của Ukraina.

## Cuộc đời

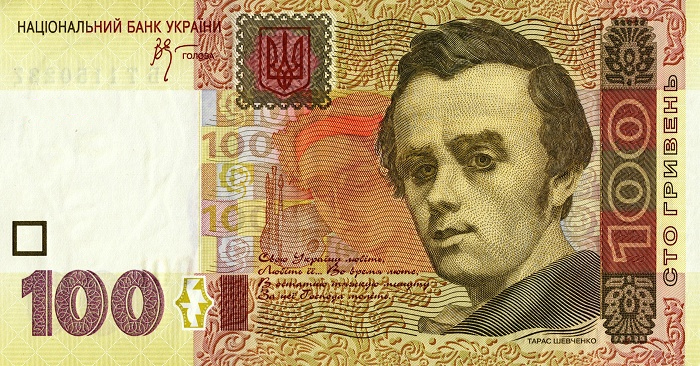
Hình Taras Shevchenko trên tờ 100 hryvna năm 2005

Taras Shevchenko sinh tại làng Moryntsy, châu Kiev, Đế quốc Nga (nay là tỉnh Cherkasy của Ukraina). Là con một gia đình nông nô, cũng như cả gia đình mình, Taras là sở hữu của địa chủ Pavel Engelhardt. Chín tuổi ông mồ côi mẹ, ba năm sau mồ côi cha, vì thế từ nhỏ Taras đã phải lao động vất vả chăn dắt gia súc ngoài đồng cỏ. Mười lăm tuổi Taras được xung vào đám "tiểu đồng" cần vụ của chủ. Sớm nhận ra những tài năng của cậu bé Taras, Pavel Engelhardt đã gửi cậu học vẽ cùng họa sĩ Jan Rustem ở Đại học Vilnius. Sau khi chuyển đến Saint Petersburg, Shevchenko được tiếp tục học vẽ bốn năm. Ngày 22 tháng 4 năm 1838, chàng trai Taras được một số văn nghệ sĩ Nga bỏ tiền ra trả cho địa chủ Engelhardt để chuộc thành người tự do. Taras Shevchenko trở thành sinh viên Học viện Mỹ thuật, trực tiếp theo học danh họa Karl Pavlovich Briullov.
Ngoài việc học vẽ ở Học viện Mỹ thuật, Shevchenko còn say mê sáng tác thơ ca. Tập thơ đầu tay nhỏ bé của Shevchenko có tên là Người hát rong (Kobzar) xuất bản năm 1840 nhờ tiền của một người bạn Ukraina của mình. Tập thơ nhỏ, chỉ với 8 bài thơ và trường ca này đã gây một ấn tượng mạnh mẽ cho người đọc Ukraina cũng như người đọc Nga.
Năm 1841, Shevchenko sáng tác bản trường ca lớn Haydamaky miêu tả cuộc khởi nghĩa nông dân 1768. Cũng như tập thơ đầu tay Người hát rong, bản trường ca Haydamaky đã thành công lớn. Tiếp theo xuất hiện những tác phẩm thơ ca khác đều có giá trị: Hamalya, Trizna, Giấc mơ v.v.

## Lưu đày

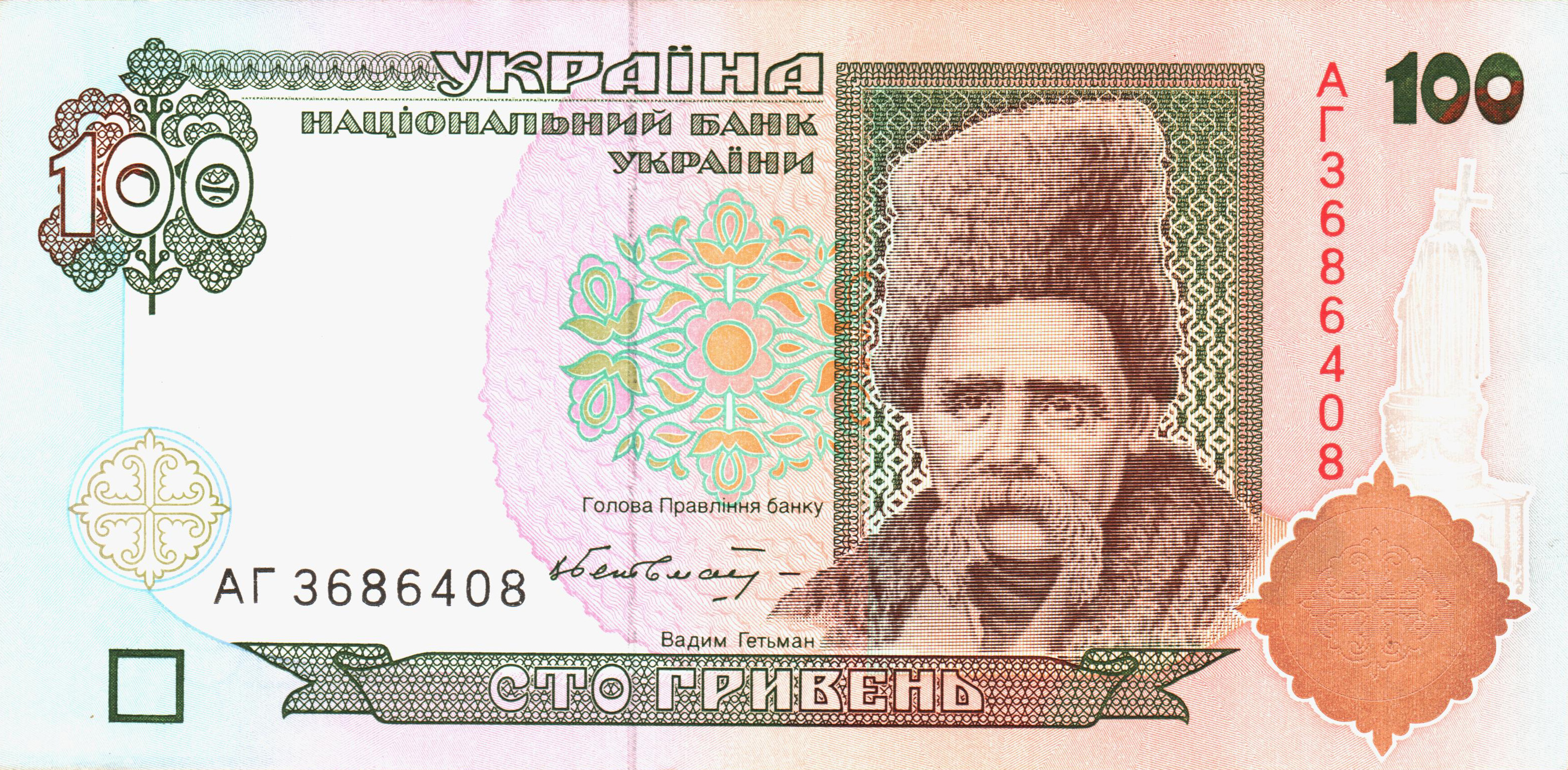
Hình Taras Shevchenko trên tở 100 hryvna năm 1996

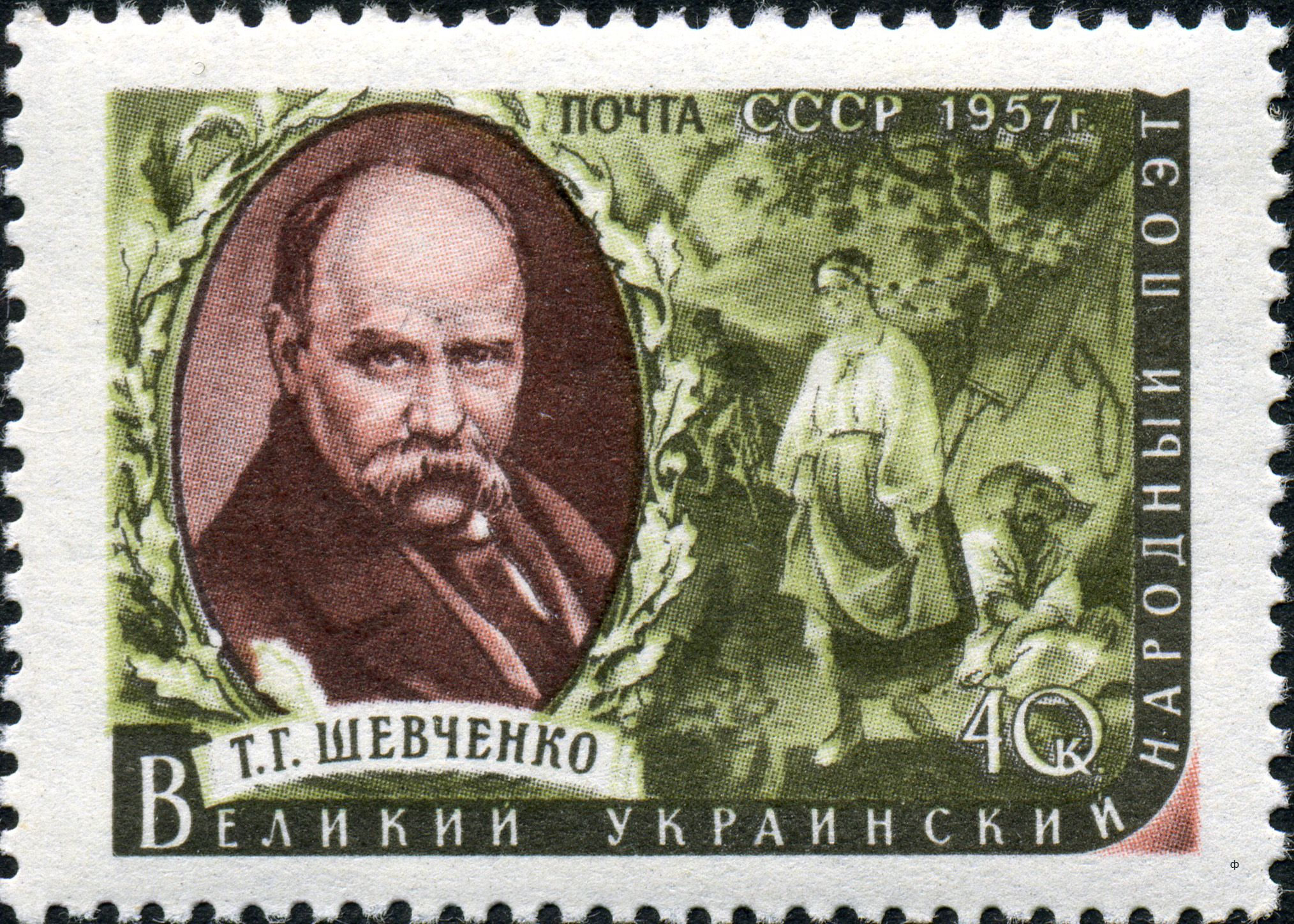
Hình Taras Shevchenko trên tem thư Liên Xô năm 1976

Năm 1845, Shevchenko tốt nghiệp Học viện Mỹ thuật, và trở về Ukraina bắt đầu làm việc tại ủy ban khảo cổ học. Vì giao du với các thành viên trí thức tiến bộ, đặc biệt là với nhà hoạt động xã hội Nicolay Kostmarov, tham gia Hội ái hữu Thánh Cyril và Methodius –một tổ chức chính trị hoạt động bí mật ở Kiev nhằm chống lại chế độ nông nô, Shevchenko đã bị bắt cùng 10 người khác trong tổ chức. Tất cả những người này phải chịu những hình phạt khác nhau vì tội tổ chức các hoạt động chính trị, trong đó Shevchenko bị hình phạt nặng nhất vì trường ca Giấc mơ đã châm biếm hoàng hậu. Shevchenko bị đầy đi làm lính trơn ở tiểu đoàn tiền phương Orenburg, bị cấm sáng tác và đã phải sống ở nơi lưu đày xa xôi hẻo lánh suốt mười năm ròng.
Các năm 1848 – 1849 Shevchenko được tham gia đoàn thám hiểm ở biển Aral. Với sự ưu ái của các sĩ quan ở đây, Shevchenko được tự do sáng tác và kết quả là có nhiều tác phẩm thơ cũng như hội họa được sáng tác trong thời kỳ này.

## Thời kỳ sau khi ra tù

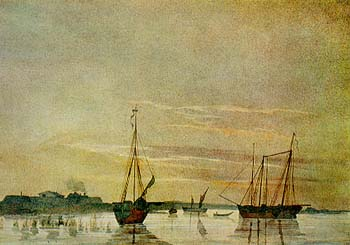
Thám hiểm biển Aral - tranh của Taras Shevchenko

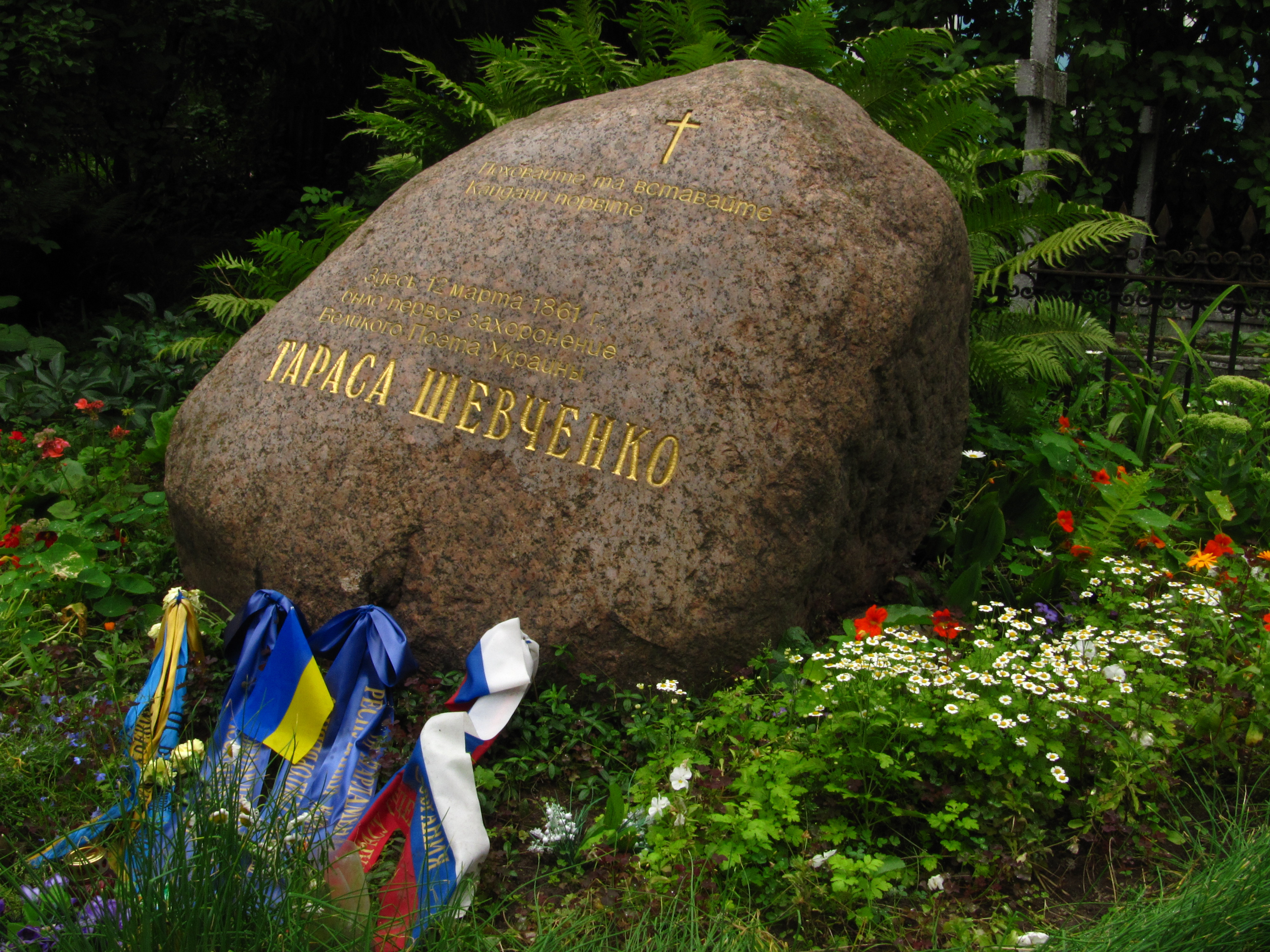
Mộ Taras Shevchenko ở nghĩa trang Smolensky, Saint Petersburg

Sau khi Sa hoàng Aleksandr II lên ngôi, năm 1857, Shevchenko được trả tự do. Ông được trở về Nizhny Novgorod, sau đó về Sankt-Peterburg. Thời kỳ này Shevchenko tiếp tục viết, vẽ và tập hợp những sáng tác trong thời kỳ lưu đày.
Năm 1859 ông về thăm quê hương Ukraina. Ngày 2 tháng 9 năm 1860 Shevchenko được phong Viện sĩ của Viện hàn lâm Nghệ thuật. Năm 1860, tại Saint Petersburg, Shevchenko cho xuất bản lại bản mới của tập thơ Người hát rong (Kobzar).
Sau những năm tháng cơ cực tù đầy, Shevchenko có dự định trở về Ukraina sinh sống, đã có ý định mua đất làm nhà ở Ukraina và sẽ cưới vợ nhưng ông đã lâm bệnh hiểm nghèo. Buổi sáng ngày 10 tháng 3 năm 1861, Taras Hryhorovych Shevchenko qua đời.
Ông được chôn cất tại nghĩa trang Smolensky ở Saint Petersburg. 58 ngày sau đó, theo như Lời di chúc của Taras Shevchenko, hài cốt của ông được đem về an táng tại Đồi Chernecha (nay là Đồi Taras), thành phố Kaniv, tỉnh Cherkasy, bên sông Dnepr.

## Di sản
Di sản văn học của Taras Shevchenko được coi là nền tảng của văn học Ukraina, và đến một mức độ lớn hơn, là nền tảng của ngôn ngữ Ukraina hiện đại. Taras Shevchenko là người đầu tiên nâng thơ ca Ukraina lên ngang tầm các nền thơ khác của châu Âu.
Taras Shevchenko trở thành biểu tượng của dân tộc Ukraina. Trong lịch sử văn học thế giới, tên tuổi của ông đứng ngang hàng với những thiên tài về ngôn ngữ như Pushkin, Goethe, Maeterlinck... Thơ của ông được dịch ra hơn hai trăm thứ tiếng của thế giới.
Ngoài thơ ca, Taras Shevchenko còn để lại một số lượng lớn các tác phẩm văn xuôi (phần nhiều được viết bằng tiếng Nga) và một số lượng lớn các tác phẩm hội họa có giá trị về mặt nghệ thuật.

## Đặc điểm của thơ Taras Shevchenko

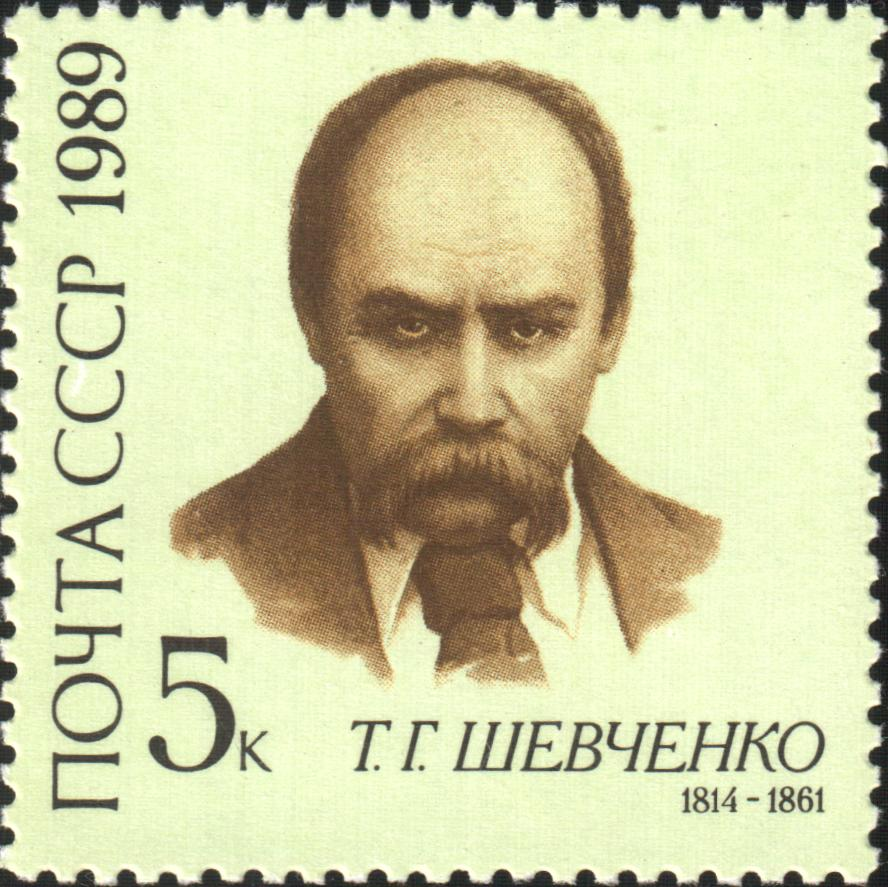
Hình Taras Shevchenko trên tem thư Liên Xô năm 1989

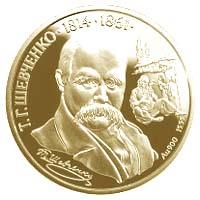
Hình Taras Shevchenko trên đồng tiến vàng của Ukraina

Di sản thơ ca của Taras Shevchenko là rất đồ sộ. Tuy nhiên, có thể nói rằng tất cả sức mạnh văn học của Shevchenko là ở tác phẩm Người hát rong (Kobzar). Nhìn bên ngoài, khối lượng của Người hát rong không lớn, nhưng nội dung bên trong lại là một tượng đài văn học phức tạp và phong phú: đấy là ngôn ngữ tiếng Ukraina trong lịch sử phát triển của nó, là chế độ nông nô và cuộc sống nhà binh khắc nghiệt cùng với những hoài niệm về ý chí tự do của phong trào Cô-dắc. Ở đây có một sự kết hợp tuyệt vời từ các ảnh hưởng: một mặt, từ ảnh hưởng của nhà triết học Ukraina, Hryhorii Skovoroda và từ những người hát rong dân gian, mặt khác – ảnh hưởng của Mickiewicz, Zhukovsky, Pushkin và Lermontov. Trong Người hát rong có vùng đất thánh Kiev, có vùng thảo nguyên Zaporoze, có cảnh điền viên của đời sống nông dân Ukraina bình dị – tất cả đấy là nguyên khí của quốc gia với những khía cạnh đặc sắc từ vẻ đẹp, vẻ trầm tư và nỗi buồn đặc trưng Ukraina. Thơ ca của Taras Shevchenko xuất phát từ thơ ca dân gian, gắn liền với sử thi Cô-dắc, với văn hóa cổ Ukraina và một phần văn hóa Ba Lan cũng như gần gũi với nhiều hình tượng trong Câu chuyện về cuộc hành binh Igor.Ông cũng góp phần cải thiện thái độ của xã hội đối với phụ nữ.Vào thời đó,phụ nữ bị áp bức và bị loại ra khỏi xã hội nếu mang thai "ngoài giá thú".Shevenko bất chấp xã hội viết bài           'Kateryna' câu chuyện bi thảm về một người thiếu nữ Ukraine bị lính Nga phản bội.
Tuy nhiên, thơ Shevchenko càng hay bao nhiêu, càng đặc sắc bao nhiêu thì khi dịch ra ngôn ngữ khác sẽ càng khó bấy nhiêu. Khó khăn lớn nhất trong việc nghiên cứu và dịch thơ Shevchenko ở chỗ là thơ ông thấm đượm tinh thần dân tộc, hòa quyện chặt chẽ với lời ru tiếng hát, với ngôn ngữ dân gian. Trong thơ ông hầu như không thể xác định được ở đâu là nơi thơ ca dân gian Ukraina kết thúc và ở đâu là nơi bắt đầu sáng tạo riêng của Shevchenko. Đây lại là trở ngại chính trong việc dịch thơ Taras Shevchenko ra các ngôn ngữ khác (trừ các ngôn ngữ thuộc nhóm Slavơ), đặc biệt là khi dịch ra tiếng Việt.

## Dịch ra tiếng Việt

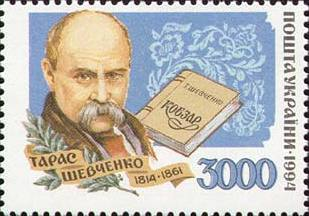
Hình Taras Shevchenko trên tem thư Ukraina năm 1994

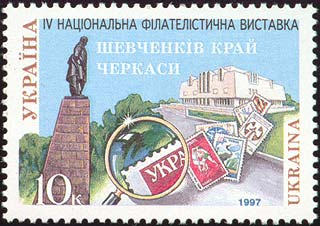
Hình Taras Shevchenko trên tem thư Ukraina năm 1997

Thơ Taras Shevchenko lần đầu tiên được nhà thơ Tế Hanh dịch 2 bài ra tiếng Việt qua tiếng Pháp từ năm 1959. Năm 1961, kỷ niệm 100 ngày mất của nhà thơ, báo Văn học đăng một số bài thơ do Thúy Toàn và Nguyễn Xuân Sanh dịch từ tiếng Nga và tiếng Pháp. Kể từ đó, thơ của ông được một số người khác trích hoặc phỏng dịch qua các ngôn ngữ trung gian và đã đăng trên các báo, tạp chí của Việt Nam, tuy nhiên có thể nói rằng các bản dịch này có số lượng ít ỏi và chất lượng thì còn khoảng cách với tinh thần của thơ Taras Shevchenko.
Năm 2004 nhân dịp kỷ niệm 190 năm ngày sinh Taras Shevchenko, Hội Nhà văn Việt Nam xuất bản cuốn Thơ Taras Shevchenko gồm 36 bài thơ cùng với lời giới thiệu của ngài Pavlo Sultansky – Đại sứ đặc mệnh toàn quyền Ukraina tại Việt Nam. Đây là quyển Thơ Taras Shevchenko được Nguyễn Viết Thắng dịch trực tiếp từ nguyên bản tiếng Ukraina sang tiếng Việt.
Năm 2012, Hội Nhà văn Việt Nam in cuốn Thơ Taras Shevchenko gồm phần 1: 36 bài thơ in song ngữ Ukraina – Việt và phần 2: tập hợp tất cả các lần giới thiệu Taras Shevchenko tại Việt Nam kể từ năm 1959 cùng với phần dịch cũng như trích dịch, phỏng dịch thơ Taras Shevchenko sang tiếng Việt.
Hiện nay Nguyễn Viết Thắng đang thực hiện dự án "Taras Shevchenko – 150 bài thơ và trường ca". Đến thời điểm hiện tại đã có hơn 100 bài được dịch ra tiếng Việt, trong số này có những tập thơ quan trọng như Người hát rong, Thơ viết trong tù… hay các trường ca nổi tiếng như Katerina, Haydamaky… đã được dịch ra tiếng Việt.

## Xem thêm

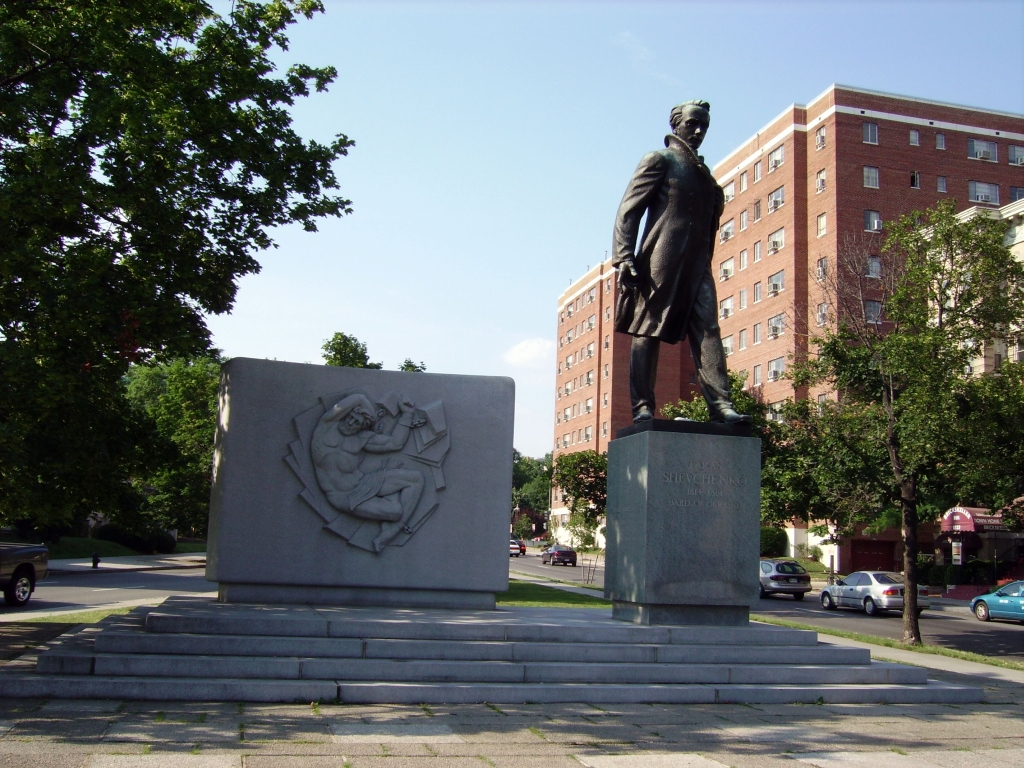
Tượng Taras Shevchenko ở Washington, D.C.
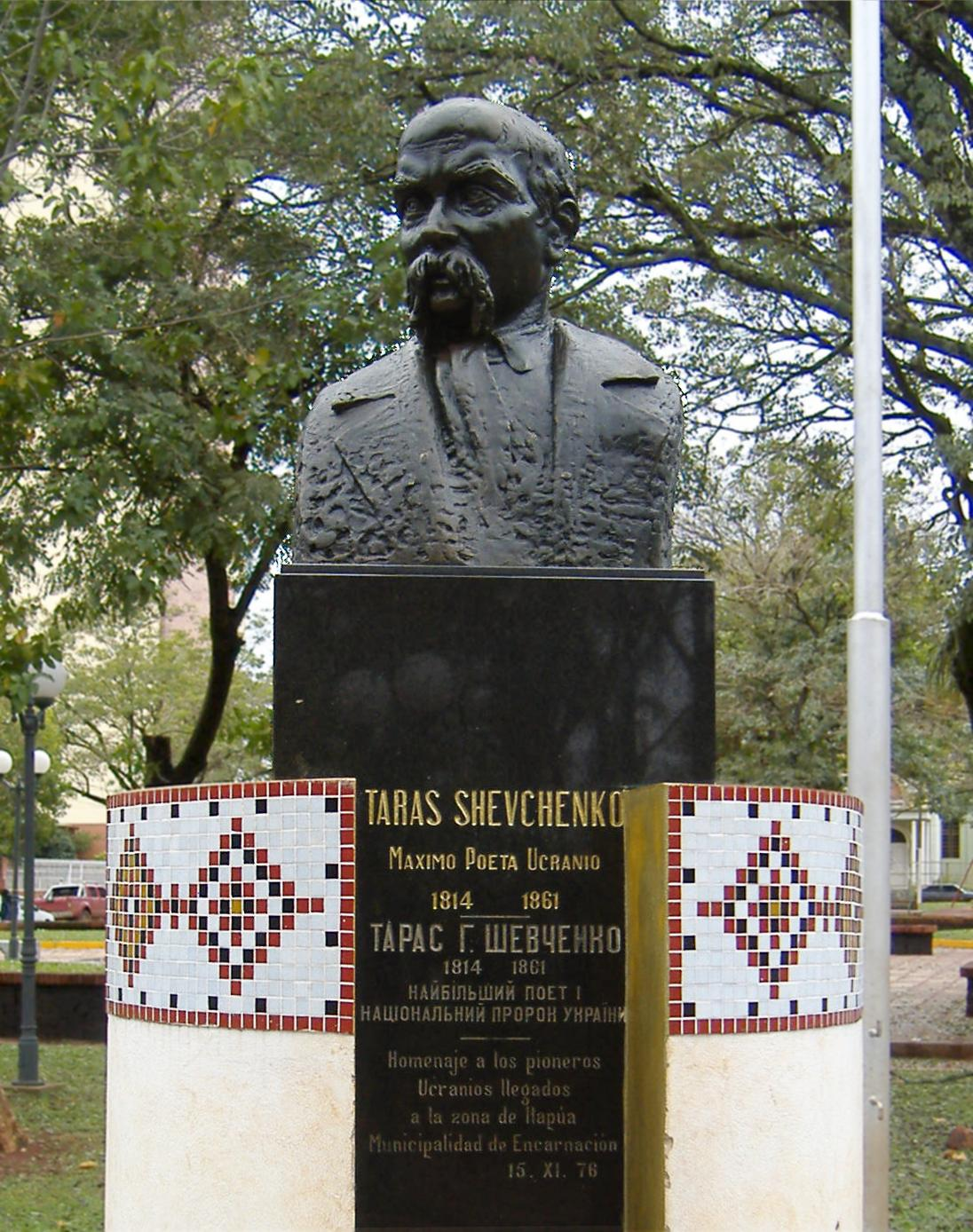
Shevchenko ở Nam Mỹ (Encarnación, Paraguay)